# Harold Craig Melchert
Harold Craig Melchert   (Manhattan, 5 d'abril de 1945) és un lingüista estatunidenc conegut especialment pel seu treball en la branca anatòlica de les llengües indoeuropees.

## Biografia
H. Craig Melchert (nom amb què signa les seves obres) va llicenciar-se en filologia alemanya a la Michigan State University el 1967 i va doctorar-se en lingüística per la Universitat Harvard el 1977. De 1968 a 1972 va servir a les Forces Aèries dels Estats Units d'Amèrica, on va aprendre xinès i va treballar com a oient de ràdio xinesa. El 1978 va començar la seva docència a la Universitat de Carolina del Nord a Chapel Hill, on es va ser professor distingit Paul Debreczeny de lingüística. El 2005 va ser professor Collitz a l'Institut d'estiu de la Linguistic Society of America. Des del primer de juliol de 2007 és A. Richard Diebold professor d'Estudis Indoeuropeus a la Universitat de Califòrnia, Los Angeles. Malgrat la seva jubilació, continua en la seva recerca molt activament i col·labora en diferents projectes internacionals, com els del Luwic Dialect Project, amb seu a la Universitat de Barcelona, dirigit pel Prof. Ignasi-Xavier Adiego.

## Obres seleccionades
- Studies in Hittite Historical Phonology. Göttingen: Vandenhoeck & Ruprecht, 1984, ISBN
- Lycian Lexicon. Chapel Hill, N.C.: Copytron, 1989, iv + 122pp.; 2nd edn. Chapel Hill University Press, 1993, vi + 130pp.
- Cuneiform Luvian Lexicon. Chapel Hill, N.C.: self-published, 1993, ISBN
- Anatolian Historical Phonology, Amsterdam: Rodopi, 1994, ISBN
- A Grammar of the Hittite Language, Eisenbrauns, 2008, ISBN
- A Dictionary of the Lycian Language, Ann Arbor–NY: Beech Stave Press, 2004, ISBN